# ICarly (televíziós sorozat, 2007)
Az iCarly 2007 és 2012 között vetített amerikai szitkom, amelyet Dan Schneider alkotott. A főbb szerepekben Miranda Cosgrove, Jennette McCurdy, Nathan Kress, Noah Munk és Jerry Trainor látható.
Amerikában a Nickelodeon mutatta be 2007. szeptember 9-én. Magyarországon szintén a Nickelodeon mutatta be 2008. május 5-én.
Carly Shay, egy Seattle-i lány, aki a bátyjával, Spencerrel él egy apartmanban. Mivel a szülei nem élnek velük, Carly már fiatalkorában megtanult önállóan. Két barátjával, Sammel és Freddie-vel, akik nincsenek túl jó kapcsolatban, kitalálják, hogy csinálnak egy webshow-t, iCarly néven.
2020 decemberében a Paramount+ megrendelte a sorozat folytatását az eredeti szereplőkkel. A sorozatba visszatér Miranda Cosgrove aki továbbra is Carly Shay-t, Nathan Kress aki Freddie Bensont és Jerry Trainor aki Spencer Shay szerepét alakítja. Noah Munk (Gibby) és Jennette McCurdy (Sam Puckett) azonban nem tér vissza a sorozatba.

## Történet
A történet azzal kezdődik, hogy Carly és Sam parodizálták a tanárukat, amit Freddie felvesz.
A videó véletlenül felkerül az internetre és elnyeri a kommentelők tetszését. Így jött az ötlet: csinálni kellene több videót. Készítettek egy oldalt, amelynek iCarly lett a neve, i mint internet és Carly mint ő.
Carly átlagos gimis lány, bár jóval érettebb a kortársainál, mert szülei külföldi szolgálatot teljesítenek a hadseregben. Kénytelen furcsa, de szeretetre méltó felnőtt bátyjával, Spencerrel lakni. Suli után saját web show-ban mutatja meg, ki is ő valójában, és igyekszik megoldani a tini-lét ügyes-bajos dolgait.

## Szereplők

### Főszereplők
| Szereplő                          | Színész          | Magyar hang                                                                                  | Leírás |
| --------------------------------- | ---------------- | -------------------------------------------------------------------------------------------- | --- |
| Carly Shay                        | Miranda Cosgrove | Czető Zsanett Károlyi Lili (1x07. rész)                                                      | Carly egy középiskolás lány, aki bátyjával él egy seattle-i apartmanban. Mivel az apukájuk egy tengeralattjáróban dolgozik, Carly sok dolgot megtanult önállóan elvégezni. Viszont szereti a bátyját, és a barátait, akik mindig mellette állnak. Kitartó, kedves és megbízható személyiség. Az ő nevéből ered az iCarly név. |
| Samantha 'Sam' Puckett            | Jennette McCurdy | Laudon Andrea Ruszkai Szonja (1x07. rész)                                                    | Carly legjobb barátja, az örökösen bajba keveredő lány. Mindig az igazgatói szobában köt ki valami balul sikerült attrakciónak vagy pimasz megjegyzésnek köszönhetően. Carly imádja Samet, aki őrült, vicces, kiszámíthatatlan és remek barát. Carly mindig megpróbál segíteni Samnek, hogy az elkerülje az újabb problémákat. Sam a sorozat elején erős ellenszenvet mutatott Freddie iránt, de aztán az évek alatt barátság szövődött köztük. Ám mégis vele volt az első csókja. Sam majdnem mindig Carly lakásában van, hogy ne legyen anyjával, aki kibírhatatlan. Sam bajkeverő, és rendkívül lusta, de Carlyval jó barátnők. Van egy ikertestvére Melanie, aki Sammel ellentétben kitűnő tanuló, és egy elit bentlakásos magániskolában tanul. Csak mint epizódszereplő tűnik fel. |
| Fredward 'Freddie' Benson         | Nathan Kress     | Czető Ádám                                                                                   | Freddie igazi kütyümániás. Imádja a technika minden formáját, és csak az ő fejlesztéseinek köszönhető, hogy a srácok hétről hétre közre tudják adni webshowjuk újabb részeit. Habár Carly-ért bármit megtenne, Sammel egészen más a kapcsolatuk. Vele mindig hadilábon áll, mintha csak a saját nővérével civakodna naphosszat. Mégis ők ketten igazi jóbarátokká váltak a sorozat végére és barátság, később szerelem lett belőle. |
| Spencer Shay                      | Jerry Trainor    | Tokaji Csaba Markovics Tamás (1x07. rész)                                                    | Carly habókos, excentrikus de végső soron felelősségtudó bátyja. Spencer egy törekvő művész, aki magára vállalta, hogy vigyáz a kishúgára, amikor szüleiket a tengeren túlra szólította a katonai szolgálat. A házukból egyszerre műtermet és kiállítótermet varázsolt saját hóbortos szobrai számára. Habár Spencer kicsit tényleg fura, de mindig ott terem, ha Carly-nak szüksége van a segítségére. |
| Orenthal Cornelius "Gibby" Gibson | Noah Munck       | Császár András (1. évad; 2. évad első pár része) Bogdán Gergő (1. évad, 19. rész; 2-7. évad) | Carly, Sam és Freddie barátja és osztálytársa. Furcsa személyisége és pufók külseje miatt kitaszított az iskolában, bár van néhány barátja. Régebben arról volt ismert, hogy szinte minden epizódban, amiben szerepelt, levette az ingét. Gyakran szerepel a srácok webshowjában, hogy segítsen nekik a különböző poénokban. Gibbynek van egy Guppy nevű kisöccse is, akit Munck öccse alakít. Gibby gyakran jelzi érkezését, amikor belép egy szobába, azzal, hogy mély hangon kimondja a saját nevét: "Gibbeh!" |
| Marissa Benson                    | Mary Scheer      | Némedi Mari                                                                                  | Freddie neurotikus és erőszakos anyja. Marissa folyamatosan aggódik amiatt, hogy Freddie fizikailag megsérülhet, vagy hogy a közvetlen családjukon kívüli kapcsolatai legyenek. Marissa gyakran zavarba szokta hozni Freddie-t mások előtt, azzal, hogy távolról sem helyénvaló kérdéseket tesz fel neki, vagy azzal, hogy arra kényszeríti, hogy kövesse az összes furcsa szabályát. |
| Terrence "T-Bo" Bo                | BooG!e           | Kisfalusi Lehel Fehérváry Márton (4. évad)                                                   | Carlyék törzshelyének, a turmixbárnak a tulajdonosa. Hóbortos, raszta férfi, aki közeli barátságban van a csapattal. Az ötödik évadban kibérli Bensonék nappaliját, és amikor Carly kitiltja őt a lakásukból, mert folyton náluk lóg, megmutatja, milyen is az élet Mrs. Bensonnal egy lakásban. |

### Visszatérő szereplők
| Szereplő              | Színész         | Magyar hang                                                                               |
| --------------------- | --------------- | ----------------------------------------------------------------------------------------- |
| Lewbert Sline         | Jeremy Rowley   | Papucsek Vilmos Harcsik Róbert (1x07. rész)                                               |
| Nevel Papperman       | Reed Alexander  | Bogdán Gergő (1. évad) Stukovszky Tamás (2. évadtól)                                      |
| Chuck Chamber         | Ryan Ochoa      | Ducsai Ábel                                                                               |
| Guppy Gibson          | Ethan Munck     | Straub Martin                                                                             |
| Franklin igazgató     | Tim Russ        | Papucsek Vilmos Epres Attila (3. évad) Faragó András (6. évad)                            |
| Ms. Francine Briggs   | Mindy Sterling  | Bessenyei Emma (1-2. évad) Détár Enikő (3-4. évad) Solecki Janka (3x05. rész; 5. évadtól) |
| Mr. Marty Howard      | David St. James | Kajtár Róbert (1. évad) Pálfai Péter (2-5. évad) Beratin Gábor (6. évad)                  |
| Nora Dershlit         | Danielle Morrow | Molnár Ilona (3. évad) Kokas Piroska (5. évad)                                            |
| Amanda 'Mandy' Valdez | Aria Wallace    | Pekár Adrienn (1. évad) Vadász Bea (2. évad)                                              |
| Nagyapa               | Greg Mullavey   | Várday Zoltán                                                                             |
| Gordon                | J.D. Walsh      | Király Adrián                                                                             |

### Epizódszereplők
| Szereplő               | Színész          | Magyar hang      |
| ---------------------- | ---------------- | ---------------- |
| Michelle Obama         | Michelle Obama   | Zakariás Éva     |
| Gorman Ellenőr         | Weston Blakesley | Cs. Németh Lajos |
| Missy Robbinson        | Haley Ramm       | Csuha Borbála    |
| Valerie                | Carly Bondar     | Zsigmond Tamara  |
| Jake Krandle           | Austin Butler    | Czető Roland     |
| Shane                  | James Maslow     | Szvetlov Balázs  |
| Greg Horvath           | Kevin Symons     | Bolla Róbert     |
| Shelby Marx            | Victoria Justice | Czető Zsanett    |
| Wade Collins           | Alex Schemmer    | Moser Károly     |
| Melanie Puckett        | Jennette McCurdy | Laudon Andrea    |
| David Archuleta        | David Archuleta  | Molnár Levente   |
| Stuart "Ütős" Stimbler | Ryan Bollman     | Kossuth Gábor    |
| Steven Carson          | Cameron Stewart  | Baradlay Viktor  |

## Évadok
| Évad | Évad | Epizódok | Eredeti sugárzás     | Eredeti sugárzás   | Magyar sugárzás a -on | Magyar sugárzás a -on | Magyar sugárzás a -en | Magyar sugárzás a -en |
| Évad | Évad | Epizódok | Évadpremier          | Évadfinálé         | Évadpremier           | Évadfinálé            | Évadpremier           | Évadfinálé            |
| ---- | ---- | -------- | -------------------- | ------------------ | --------------------- | --------------------- | --------------------- | --------------------- |
|      | 1    | 25       | 2007. szeptember 8.  | 2008. július 25.   | 2008. május 5.        | 2011. augusztus 6.    | 2021. január 12.      | 2022. október 30.     |
|      | 2    | 25       | 2008. szeptember 27. | 2009. augusztus 8. | 2009. december 6.     | 2011. április 22.     | 2021. január 12.      | 2021. december 25.    |
|      | 3    | 20       | 2009. szeptember 12. | 2010. június 26.   | 2010. november 5.     | 2011. november 14.    | 2021. január 13.      | 2021. december 26.    |
|      | 4    | 13       | 2010. július 30.     | 2011. június 11.   | 2011. február 18.     | 2012. április 14.     | 2021. január 16.      | 2022. április 18.     |
|      | 5    | 11       | 2011. augusztus 13.  | 2012. január 21.   | 2012. január 24.      | 2012. július 5.       | 2021. január 19.      | 2021. április 5.      |
|      | 6    | 6        | 2012. március 24.    | 2012. június 9.    | 2012. július 12.      | 2013. április 18.     | 2021. január 21.      | 2021. november 19.    |
|      | 7    | 9        | 2012. október 6.     | 2012. november 23. | 2013. április 19.     | 2013. április 28.     | 2021. január 22.      | 2024. szeptember 13.  |